# Логор Црвени крст
Логор Црвени крст (  или Lager Nisch), данас Меморијални комплекс „12. фебруар”, био је један од концентрационих логора које су широм Србије основале Немачке окупационе снаге 1941. године, прво као привремени логор за смештај ратних заробљеника југословенске краљевске војске. Од априла до 22. јуна 1941. године, у време немачко-совјетског рата, постаје логор политичких кривица и ратних заробљеника. са наменом: смештај ратних заробљеника, Јевреја и конфинирање националиста, међу које су спадали: предратни припадници демократских партија, као носиоци антинемачке политике, чланови четничких удружења, свештеници, као народне вође још из доба Топличког устанка 1917, активни краљевски официри, који су организовали прве непредате војне одреде, следбеници 27. марта, англофили, припадници масонске ложе, ротари клубова и други. Септембар 1941. пошто у њему више није било ратних заробљеника (заштићених Женевском и Хашкој конвенцијом о поступању са заробљеницима) логор званично постаје концентрациони логор.
Логор, који је данас музеј налази се у зградама српске војске које су до окупације служиле као војни магацин, у индустријској зони града Ниша. Њиме су управљали Немци током Другог светског рата. Логор је био смештен у непосредној близини железничке станице „Црвени крст“ у Нишу (по којој је и добио најчешће коришћен назив, Логор Црвени крст).
Логор је формирао шеф Гестапоа у Нишу СС капетана Хајнрих Брант (Heinrih Brandt), који је непосредно био потчињен заповеднику СИПО и СД, пуковнику Шеферу.
Према подацима послератне Земаљске комисије за утврђивање ратне штете, кроз логор је за време окупације прошло око 30.000 затвореника, а 10.000 логораша и затвореника из других затвора у граду стрељано је на Бубњу код Ниша. Тачан број стрељаних није било могуће утврдити пошто су нацисти уништили трагове злочина.
У логору Црвени крст у Нишу је организовано прво успешно бекство из нацистичког логора.

## Статус
Комплекс некадашњег концентрационог логора „Црвени крст“ у Нишу утврђен је за споменик културе од изузетног значаја за Републику Србију одлуком Извршног већа СР Србије из 1979. године („Службени гласник СР Србије“, бр. 14/79). У Централни регистар непокретних културних добара уписан је под редним бројем СК 240.

## Историја
Први сусрет са нацистима, Ниш, као средиште моравске дивизије, доживео је 8. априла 1941. године, у бомбардовању које је разорило град. Немци су 9. априла 1941. године ушли у град и успоставили своју управу.

### Предуслови који су владали на почетку окупације Србије
По уласку у Југославију Немци су организацију војноуправног окупационог система у нишком округу започели 28. априла 1941. године, када је Наредбом број 1 тадашњи војно-управни командант за Србију наредио да се у већим местима формирају немачке војне фелдкомандантуре, које су биле потчињене непосредно њему. Према тој Наредби, у Нишу је формирана Фелдкомандантура 809 Ниш, која је обухватала територију некадашње нишке административне области (која је носила назив Обласна војно-управна команда). Ова команда је војну, управну, привредну и политичку надлежност имала над некадашњим окрузима: Лесковац, Ниш, Крушевац, Зајечар и Косовска Митровица.
Убрзо је следила и наредба Хитлер и Мусолини да се велики број концентрационих логора (логора смрти), или тачније речено читав систем логора оснује у поробљеним деловима Европе. Тако су настали и бројни логори широм Србије, па и овај у Нишу. Нацистички концентрациони логори на подручју Србије формирани су већ априла 1941. након слома Југославије, а много пре немачког напада на Совјетски Савез, с обзиром да је покрет отпора против окупатора наставио да делује и после 17. априла 1941. године и све више јачао.

### Фазе у трансформацији концентрационог логора
Званично, Логор Црвени крст је формиран 9. априла 1941. са наменом — привремени смештај ратних заробљеника југословенске краљевске војске.
Привремени логор за официре, подофицире и редове војске Краљевине Југославије и конфинирање националиста
Овај логор се налазио се у магацинској згради Коњичке касарне, у којој ће се касније налазити концентрациони логор Ниш „Црвени крст” – „Amhalter Lager des Nisch”. За логор је коришћена поред магацинске и зграда Коњичке касарне. Због огромног броја заробљеника у дворишту коњичке касарне били су подигнути и шатори.
Према ратном дневнику 11. немачке оклопне дивизије за 10. и 12. април 1941, у Нишу је до тада прикупљено три и по хиљаде војника и око шездесет официра. У извештају Команде позадине 11. армијског корпуса од 27. априла 1941. стоји да се у Нишу у прихватном логору налази четири и по хиљаде ратних заробљеника. После 28. априла у Нишу је прикупљено сто деведесет седам официра и три хиљаде шесто тридесет три подофицира и војника. Они су почетком јуна депортовани у немачке, а добар број и у италијанске заробљеничке логоре. Према немачким изворима, на слободу су пуштени Македонци (као Бугари), Хрвати и припадници мањина.
Од априла до 22. јуна 1941. године, у време немачко-совјетског рата, логор је имао и намену за конфинирање националиста, међу које су спадали: предратни припадници демократских партија, као носиоци антинемачке политике, чланови четничких удружења, свештеници, као народне вође још из доба Топличког устанка 1917, активни краљевски официри, који су организовали прве непредате војне одреде, следбеници 27. марта, англофили, припадници масонске ложе, ротари клубова и други. До краја октобра 1941. године у логору је било око 600 људи.
Када су сабирни логори за ратне заробљенике престали да функционишу 1. јула 1941. године, логори у Крагујевцу и Нишу били прикључени немачкој команди у Румунији, а логор у Београду је 15. јула стављен на располагање војноуправном команданту Генералног гувермана у Пољској. У то време није више било ратних заробљеника у Нишу, осим оних које су Немци због болести оставили на лечењу, о чему је сачувана и једна фотографија испред хируршког одељења у Војној болници.
Логор за непријатеље Рајха
Од јуна 1941. године, логор је за непријатеље Рајха имао функцију затвора, који је званично образован средином јуна 1941. од стране СС капетана Хајнриха Бранта (Heinrih Brandt), који је вршио дужност шефа нишког Гестапоа и официра за везу са главним станом у Београду, у коме је и непосредно био потчињен заповеднику СИПО и СД, пуковнику Шеферу. Логор се незванично налазио под заповедништвом  , а директно под командом службе  , и његовог другог одељења, које је било на почетку Другог светског рата задужено за оснивање логорске мреже широм окупиране Србије.
На основу сачуване документације, будући нацистички концентрациони логор на Црвеном крсту био је у функцији затвора за све противнике Трећег рајха и да су Немци међу првим заточеницима довели предратне припаднике демократских партија, као носиоце антинемачке политике, свештенике као народне вође још из доба Топличког устанка 1917, следбенике 27. марта, англофиле, припаднике масонске ложе, ротари клубова, али и припаднике четничког покрета.

### Оснивање концентрационог логора у Нишу
Концентрациони логор Ниш,, основан је септембра 1941. године у магацинској згради коњичког пука „Милош Обилић” у Нишу, након што је истог месеца ограђен бодљикавом жицом и заштићен са 4 дрвене стражарске куле. Како се касарна налазила недалеко од железничке станице Црвени крст и сам логор незванично по њој назван је Логор на Црвеном крсту.
Логор је, у свом саставу имао и стратиште на Бубњу, на коме је вршено стрељање логораша.
Бубањ је пре рата коришћен као полигон на коме је војска Краљевине Југославије изводила бојева гађања. Доградњом барака претворен је у стрелиште на коме су стрељани логораши из Логора Црвени крст и других затвора, на ширем простору Ниша. Логораши су стрељани уторком и петком, а закопавани у гробне јаме које су ишле у цик-цак.
Логор на Црвеном крсту, током рата се брзо празнио, али и непрекидно пунио новим затвореницима. Они који нису стрељани на брду Бубањ, масовно су превожени у логоре широм Европе (Немачку, Аустрију и Норвешку). У тим логорима многи логораши су окончали своје животе. Пут у интернацију из Логора на Црвеном крсту углавном је ишао преко Бањичког логора у Београду, Сајмишта или директно.
До краја марта 1942. године, затвореници широм окупиране Србије, па и у Логору на Црвеном крсту, били су под утицајем немачке милости или немилости. Тако је до ступања на снагу наређења о почетку интернирања животе у разним одмаздама изгубио велики број житеља Србије. Последње недеље априла 1942. године следило је упутство да се започне са првим интернацијама четничко-партизанских устаничких криваца у немачке радне-концентрационе логоре.

### Команданти логора
| Команданти логора Црвени крст од 1941. до 1944. | Команданти логора Црвени крст од 1941. до 1944. | Команданти логора Црвени крст од 1941. до 1944. |
| Чин и име                                       | Фотографија                                     | Краћа биографија |
| ----------------------------------------------- | ----------------------------------------------- | --- |
| СС-капетан Хајнрих Брант                        |                                                 | - Рођен 27. августа 1908. у Брекведу (Немачка) - Оснивач нишког концентрационог логора и први шеф нишког Гестапоа - Касније шеф одсека за борбу против четничког покрета Драже Михаиловића у Београду. - Одговоран је за масовне злочине према Михаиловићевим људима у окупираној Србији (1941—1944). - Није изручен југословенским властима. - После рата радио као иследник у полицији у Салцбургу. |
| СС- капетан Ерих Винеке                         |                                                 | - Други шеф нишког Гестапоа од марта 1942. до повлачења из града - Други командант логора - велики злочинац. - Ослобођен на процесу против немачких функционера у Хановеру. - После рата радио као адвокат у Немачкој |
| СС-наредник Вернер Шулц                         |                                                 | - Трећи и најозлоглашенији командант логора, звани „Моткар“. |

### Престанак рада логора Црвени крст
Почетком септембра 1944. било је сасвим извесно да Немци неће моћи да издрже снажан притисак ослободилаца на град Ниш, који је растао из дана у дан. Штаб дивизије „Принц Еуген“ планирао је нов распоред својих снага и преношење свог командног места из Ниша у Крушевац. Тако је у склопу тих припрема наређено и расформиравање логора.
Непосредно пре расформиравања логора и одласка Гестапоа из Ниша, 14. септембра 1944. године, стрељана је последња група логораша, на северној страни логорског круга (где су се налазили велики кратери, ископани експлозијом авионске бомбе). Највероватније је то била група оних који су на Бубњу уништавали трагове нацистичког злочина и који су за то време чувани и храњени у нишком концентрационом логору, одакле су их нацисти сваког дана одвозили камионима на рад.
Датум (14. септембра 1944. године), када су последњи логораши (10 жена и 26 мушкараца, међу којима су били и браћа Радман, затворски лекари) у подне изведени из круга и упућени ка градском пољу, а потом са стражарских кула поубијани, сматра се и датумом када је званично логор престао да функционише.
По завршетку Другог светског рата, Народноослободилачки одбор вршио је ископавања и ексхумирао укупно 36 лешева стрељаних у кругу логора, 14. септембра 1944. године. Међу убијенима било је према извештају градске комисије, 36 ископаних лешева (10 жена и 26 мушкараца).
Војници, подофицири и официри који су обезбеђивали концентрациони логор или се у њему налазили као полицијски персонал, сврстани су по његовом расформирању у састав СС јединица. Командант логора и шеф нишког Гестапоа Ерих Винеке додељен је штабу 13. СС пука, који је притом био део борбене групе „Виганд“, као иследни официр, с обзиром да је у цивилству био правник. Исти је био случај и са бројним нишким фолксдојчерима. Сви су се прикључили немачким снагама и касније се с њима повлачили из Србије.
По ослобођењу Ниша, 14. октобра 1944. године, први становници били су Совјетски ваздухопловци који су се сместили у зградама некадашњег нацистичког концентрационог логора на Црвеном крсту, како би били што ближе нишком војном аеродрому.

## Изглед
Логорски комплекс се простирао на 1,40 хектара, а састојао се од главне зграде затвора, дворишта, три помоћне зграде, четири стражарске кућице, две куле осматрачнице и два торња. Двориште је имало облик правилног четвороугаоника, подељеног на два дела. Мањи, који се налазио непосредно поред зграде, за шеталиште, и већи за збориште затвореника.
Комплекс је био ограђен логорском жицом која је услед првих радова на логору појачана и био је добро осветљен.
Овакав изглед логор је имао све до бекства логораша 1942. године, кад су уведене додатне мере предострожности. На прозоре у приземљу стављене су гвоздене решетке, на сва врата стављене су гвоздене полуге, а на два угла ограде направљене су по две куле (осматрачнице). Априла месеца 1942. године у поткровљу зграде изграђено је 19 самица које су обележене бројевима. Две од њих двадесет, по бетонском поду имале су и разапету бодљикаву жицу.

### Главна зграда
Главна зграда логора, која је изграђена 1930. године до почетка рата служила је као војни магацин. Немци су у септембру 1941. зграду президали и прилагодили за смештај логораша.
Главна зграда логора правоугаоног је облика са приземљем, спратом и поткровљем.
Приземље
У приземљу су биле четири велике и два мале собе. Велике собе обележене су бројевима 11, 12, 13 и 14 и служиле су за смештај затвореника, док су мање собе без бројних ознака. Једна од соба коришћена је за саслушања и мучења логораша, а друга је била намењена командиру страже.
Први спрат
На првом спрату налазиле су се следеће просторије: амбуланта, берберница за немачке војнике и собе нумерисане бројевима: 3, 4, 5, 6, 7, 8 и 9.
Поткровље
У поткровљу са фасадне стране, која гледа на апел плац, било је 20 самица обележених бројевима од 1. до 20.

### Двориште
Двориште логора је квадратног облика и подељено је на два дела. Мањи део иза зграде, према истоку, који је служио као „шеталиште”, а већи део као апел плац, где су се затвореници сваког јутра и вечери постројавали ради прозивке и пребројавања.
Повремено су затворенике пуштали у шетњу логорским двориштем, с тим што нису смели разговарати, и морали су да се крећу са рукама на леђима и погнуте главе у одређеном кругу.
Двориште је било осветљено електричним светлом, са неколико рефлектора велике снаге и ограђено двоструким редом бодљикаве жице. Унутрашња ограда логора била је удаљена два метра од спољне и нешто нижа, а унутрашњост између жичаних ограда била је испуњена котурима бодљикаве жице.
Жичана ограда раздвајала је логор од касарне немачких, а од јануара 1942. године и бугарских војника, који су имали задатак да мотре и евентуално притекну у помоћ логорској стражи у случају потребе.

### Помоћне зграде
Логорска кухиња у дворишту, до бекства логораша, била је нехигијенска као и купатило, а после организованог бекства, 12. фебруара 1942. године, изграђени су и сада постојећи објекти, али без темеља, који су служили за потребе логора.

### Стражарска места
Логор је имао два стална стражарска места и и две куле осматрачнице:
Једно са леве стране главног улаза, а друго на супротној страни у непосредној близини собе 12. Стражарска места су за време „шетње” логораша удвостручавана. На двема кулама била су два стражара са митраљезима, даноноћно дежурна. Куле су биле снабдевене и рефлекторима.

## Категорије затвореника
У логор су слати не само Јевреји, комунисти и учесници народноослободилачког покрета (партизани) него и они које су захватили таласи безбројних рација и хапшења талаца у Нишу и околини. Сви су они слати са стереотипним образложењем „као опасни по јавну безбедност, ред и мир у земљи", с тим да у логору остану до даљег наређења.
Према затвореницима у логору није једнако поступано. Постојале су категорије унутар којих су припадници различито третирани.
| Категорије затвореника у логору Црвени крст | Категорије затвореника у логору Црвени крст |
| Категорија                                  | Карактеристике |
| ------------------------------------------- | --- |
| Таоци                                       | Таоци су служили за стрељање у случају одмазде. За једног убијеног окупаторског војника стрељано је 100, а за једног рањеног 50. Међу таоцима су, у више наврата, довођени и угледни грађани или „цвет нишке чаршије”. |
| Друга категорија                            | У почетку до потпуног истребљења ову категорију чинили су Јевреји, који су у логор доведени ради психичког и физичког уништења као „нижа” неаријевска раса. Они су се у логору задржавали привремено, до даље депортације или чешће, масовног стрељања на Бубњу. За време боравка у логору Јевреји су обављали разне послове, и били одређивани за копање заједничких гробница на Бубњу. На овом послу су их, после уништења јеврејске заједнице у Нишу, заменили Роми. |
| Трећа категорија                            | Ову групу чинили су затворена лица ухапшена под сумњом да припадају или сарађују са Народноослободилачким (партизанским) покретом (НОП) и њиховим војним јединицама. Из ове категорије узимани су затвореници ради стрељања због одмазде или издвајали контингенти за интернацију у Немачку или Норвешку. Заробљени партизани били су под даноноћном строгом присмотром стражара и, по правилу, стрељани приликом првих масовних егзекуција. |
| Четврта категорија                          | Затвореници који су чинили ову групу хапшени си и довођени у логор под оптужбом да припадају или сарађују са равногорским покретом и четницима под командом ратног министра војног армијског генерала Драгољуба Драже Михаиловића, односно војском Краљевине Југославије која се налазила у поробљеној отаџбини (ЈВуО). |
| Пета категорија (странци)                   | Ову групу чинили су странци из Пољске, Француске, Грчке и других земаља за које се није знало одакле су и због чега доведени, припадници покрета отпора, заробљени савезнички пилоти и авијатичари, чланови енглеских војних мисија, заробљени црвеноармејци, предратни југословенски поданици који су помагали покрет отпора и Јевреји-емигранти. Током 1943. и 1944. године међу њима је било и мањих група Енглеза и Руса који су заробљени после ваздушних борби. Ова категорија затвореника била је најмалобројнија и они нису стрељани, јер су према њима Немци поштовали Женевску и Хашку конвенцију о поступку према ратним заробљеницима. |

Међутим, окупатори и квислинзи мало су водили рачуна о прецизном разврставању затвореника, па се често догађало да су стрељали лица не само из прве и друге него и треће или четврте категорије.

### Логорски лекари — заточеници логора
Први логорски лекар био је Велизар Пијаде. Ту дужност обављао је до 13. фебруара 1943. године када је одведен из логора и стрељан на Бубњу са преосталим Јеврејима. Од њега је дужност преузео др Радивоје Савић, и исту обављао све до интернирања у Дахау, септембра 1943. године. Следећи лекар (кога је пре интернирања у Немачку обучио др Радивоје Савић), био је др Драгутин Јовић, лекар из Соко Бање који је доведен у логор 1943. године. На овој дужности остао је до 19. децембра 1943. када је и он интерниран у Немачку. Како од децембра 1943. у логору више није било лекара, бригу о здрављу логораша водио је студент медицине Дарко Радман, коме је у овом послу помагао његов брат Слободан, такође студент Медицинског факултета у Београду. Њих двојица били су последњи који су обављали послове логорских лекара, до стрељања у кругу логора, последње групе од 36 логораша (10 жена и 26 мушкараца, међу којима су били и браћа Радман) и његовог напуштања и затварања 14. септембра 1944. године.

## Путеви затвореника из логора
Због превеликог броја људи у логору, Немци су организовали редовна пражњења. Затворенике су разврставали по категоријама. Прву категорију чинили су затвореници осуђени на смртну казну, у другој су били кривци за интернацију, у трећој они за које нема довољно доказа и у четвртој они које треба пустити.
На слободу из логора су углавном пуштани они који су окарактерисани као тешки болесници, а уз интервенцију својих пријатеља на функцијама. То је био нпр. случај Милоша Симића, учитеља, који је ослобођен пред фебруарско бекство 1942. године.
Пред интернације из нишког логора, затвореницима су били обезбеђени пакети са основним стварима за пут. Пакете су углавном спремале породице логораша, које је обавештавало друштво Црвеног крста. Интернирци су транспортовани у затвореним вагонима, и смештани у сабирне логоре на Сајмишту или Бањици, а затим су одвођени даље за Аустрију. Пут до Маутхаузена трајао је, према сећању преживелих, између четири и седам дана.
| Преглед транспорта бивших логораша Црвеног крста у Маутхаузен из Београда. | Преглед транспорта бивших логораша Црвеног крста у Маутхаузен из Београда. | Преглед транспорта бивших логораша Црвеног крста у Маутхаузен из Београда. |
| Број транспорта                                                            | Датуми транспорта                                                          | Број транспортованих затвореника                                           |
| -------------------------------------------------------------------------- | -------------------------------------------------------------------------- | -------------------------------------------------------------------------- |
| I транспорт                                                                | септембар 1942.                                                            | 45                                                                         |
| II транспорт                                                               | јануар 1943.                                                               | 10                                                                         |
| III транспорт                                                              | 6. април 1943.                                                             | 298                                                                        |
| IV транспорт                                                               | 15. април 1943.                                                            | 303                                                                        |
| V транспорт                                                                | мај 1943.                                                                  | 2                                                                          |
| VI транспорт                                                               | август 1944.                                                               | 176                                                                        |

## Жртве
Прво масовно стрељање 700 логораша и затвореника требало је да буде извршено у периоду од 16. до 20. фебруара 1942. године, по наређењу немачког генерала Паула Бадера који је у свом десетодневном извештају од 10. фебруара наредио да се за одмазду у логорима широм Србије стреља 3.484 лица.
Према непотпуним подацима сматра се да је око 30.000 људи прошло кроз овај логор, од којих је око 10.000 (процена се креће од 5.000 до 12.000) убијено на локацији Бубањ. Према поузданим подацима, до сада је утврђено 3.550 имена стрељаних, до 14. септембра 1944. године.
Тачан број стрељаних није могао бити утврђен због недостатка валидне документације и чињенице да су Немци уништавали посмртне остатке, јер су претпостављали да ће по завршетку рата доћи до прекопавања бубањске раке и пребројавања лешева оних које су стрељали. Зато су Немци, како би прикрили своје злочиначко дело, вршили паљење посмртних остатака стрељаних на Бубњу. За ову активност у јулу 1944. године Немци су ангажовали италијанске заробљенике.
Велики део заточеника пребачен је у логор Сајмиште или друге логоре широм Европе. Жртве логора су били симпатизери покрета отпора, Срби, Јевреји и Роми. Више од 300 српских Рома је убијено у кампу.
Логор је радио од септембра 1941. до 14. септембра 1944, када су Савезници ослободили Ниш.

## Бекства логораша
Бекство од 12. фебруара 1942. године
После све веће тортуре и стрељања логораша следило је бекство 105 затвореника 12. фебруара 1942. године. Организовано бекство логораша у Нишу био је јединствени догађај у поробљеној Европи.
Фелдкомандант у Нишу, уз сагласност војноуправног команданта Србије, наредио је да се за 11 убијених стражара у знак одмазде прво стрељају затвореници из логора и из затвора, Неколико дана касније, 17. фебруара, из казненог завода стрељано је 584 затвореника, затим сви Јевреји мушкарци и један број Цигана. Тако је тада у Нишу стрељано укупно 850 лица. У логору је остало само око 150 затвореника.
До бекства логор је био опасан бодљикавом жицом, а после бекства је цео комплекс превентивно ограђен високим зидом.
Бекство од 2. децембра 1942. године
Бекство шест затвореника одиграло се 2. децембра 1942. године. Иницијатива за бекство потекла је септембра 1942. године од заробљених партизанки у женској соби и неколико партизана из мушких групних соба. У организовање бекства биле су укључене: Нада Томић, студент технике из Ниша, партијски радник, организатор рада напредне омладине у Нишу и Лесковцу, борац Јабланичког НОП одреда, Милка Протић Лина, студент филозофије, борац Видојевачке чете Топличког НОП одреда, Јелисавета Андрејевић Анета, борац Пасјачке чете и курир истог одреда; Даница Јововић, из Балчака, ученица Домаћичке учитељске школе у Прокупљу и борац исте чете.
У време апела око 16 часова (2. децембра 1942. године) када су неке логорашице завршавале послове у логорском кругу и одлазиле у собу, настала је јурњава у дворишту, пуцњава и алармни звиждук пиштаљке за логорску стражу. Док се напољу пуцало, други немачки стражари су упадали у собе и проверавали бројно стање логораша. Те вечери, користећи излазак у логорски круг, пошло је за руком Нади Томић, Милки Протић и Владимиру Јовановићу да побегну. Бодљикава жица на месту њиховог пробоја била је исечена. Остали затвореници су касније јасно видели отвор кроз исечену жицу у северозападном делу круга, иза купатила и коњушнице.
Бекство из логора, губици на фронтовима и неугасиви отпор поробљеног народа изазивали су све већи бес фашиста, и следећих месеци наступиле су нове одмазде које су се низале једна за другом.

## Меморијални комплекс „12. фебруар”
По завршетку Другог светског рата прикупљен је обиман материјал о логору и његовим логорашима, који обухвата документа, исправе, писма, оружје, личне предмете и фотографије. У згради логора, која је сачувала аутентичан изглед, на 25-годишњицу пробоја и бекства логораша 12. фебруара 1967. године, отворена је прва поставка.
Зграда логора је 1969. претворена у Меморијални комплекс „12. фебруар“ којим су руководили у наредном периоду сарадник Народног музеја Бранко Ножица и, након њега, кустос историчар Зоран Милентијевић. Тада је формирана поставка предмета и личних предмета заточеника логора која је незнатно мењана све до 2011. године, када су започете припреме за обележавање 70 година бекства из логора (1942—2012).
Конзерваторско-рестаураторски радови изведени су 1979. године. С обзиром да се зграда Логора налази у комплексу војних објеката у северној индустријској зони града, приликом бомбардовања, за време НАТО агресије Југославије марта 1999, директним ракетирањем уништено је неколико војних објеката и нанета велика штета логорском комплексу, који на сву срећу није био изложен директном нападу. Због снажне и блиске експлозије, приземне зграде депоа су знатно оштећене. Пробијени су кровови, уништен цреп, тако да су предмети, који већ раније нису били дислоцирани у друге просторе, и директно били изложени падавинама (киша, снег), и могућности великих оштећења.
Након престанка бомбардовања констатована су оштећења и извршена санација и поправка зграде, а део депоа измештен је привремено на друге локације.
Током 2004. године, извршена је једна од санација музеја, да би међутим током 2006. музеј био вандализован графитима. Како би се поправило ово стање, логор на Црвеном крсту је 2007. године добио пројекат архитекте Симе Гушића за сређивање целокупног комплекса одобрен од стране Републичког завода за заштиту споменика. Његовој реализацији приступило се постепено, из године у годину спроводећи онај део пројекта за који је било могућности. Тако се од новембра 2011. започело са ревитализацијом фасаде зграде логора и њеног крова, а годину дана касније, под стручним надзором Завода за заштиту споменика ојачани су зидови према касарни Стеван Синђелић и ревитализоване две бетонске осматрачнице. Током 2013. направљен је асфалтни прилазни пут логору и посађено четинарско зеленило дуж меморијалне стазе.
Прва фаза нове поставке, чији су аутори Небојша Озимић и Ивана Груден, отворена је 12. априла 2013. Поставку је отворио председник Скупштине Града проф. др Миле Илић. Комплетна стална поставка је завршена изложбама ''Свакодневни живот у логору'', ''Друштво Црвеног крста и концентрациони логор на Црвеном крсту'' и ''Интернирци из нишког концентрационог логора у логорима Западне Европе''. додате су собе ''Решење јеврејског питања'' и ''Меморијална соба''.

## Занимљивости
Године 1987. снимљен је истоимени филм у режији Миомира Стаменковића. Године 2013. снимљен је документарни филм У жици лагер Ниша у режији Марије Крстић, према сценарију Небојше Озимића и Александра Динчића.
Једна општина у Нишу добила је име по овом концентрационом логору.
Неке логораше су стављали у самице у којима је под био покривен бодљикавом жицом. Логораши су ту могли само да стоје и никако нису могли да спавају. Недостатак сна их је врло често доводио до лудила.
Једна од страшних тајни нишког логора била је и та, да је и много деце покупљено у рацијама и завршавало у логору. Немци су допуштали родбини могућност да у логор дође отац и својим животом замени дете. Дете би излазило, а отац остајао у логору. Није познато да је то забележено у још неком логору током Другог светског рата.
Из немачког документа од 21.6.1944. сазнајемо: да је у овом периоду у логору био велики број заточених припадника јединица Драже Михаиловића и да је постојала идеја поручника Мирка Ћирковића, команданта Чегарског корпуса ЈВуО, да са својом јединицом упадне у логор и ослободи заточене другове. План је био да двадесет четника, прерушених у Немце, наводно спроведе четрдесетак „заробљених “ четника. Када би ушли, уследио би сукоб са Немцима у логору. Не знамо да ли би овај дрзак препад успео али нам он даје јаснију слику односа Немаца према јединицама под командом генерала Драже Михаиловића.
Најродољубивији чин храбрости и пркоса логораша према непријатељу исказан је на самом Бубњу за време једног од многобројних стрељања. Непознати осуђеник је пред плотун стиснуо песницу, подигао је у небо и поздравио слободу која ће доћи. Тај детаљ је инспирисао вајара Ивана Саболића да изради споменик у виду три песнице, који се и данас може видети на спомен обележју Бубањ.

### Припадници страних мисија као заточеници логора
У нишки концентрациони логор довођени су људи из разних крајева некадашње Југославије, а не само са подручја југоисточне Србије, које је контролисала Фелдкомандантура 809 са седиштем у Нишу. Тако је убрзо логор добио и интернационални карактер, јер су га чинили и страни држављани – припадници покрета отпора, чланови савезничких војних мисија и заробљени савезнички пилоти и летачи.
Тако су у логор на Црвеном крсту, након бугарског напада на штаб ЈВуО, 19. марта 1943. године код Пирота, доведени заробљени чланови енглеске војне мисије, мајор Џорџ Морган (George Morgan - шеф војне мисије) и наредник Џон Баген (John Bugan - радиотелеграфиста). Они су ухапшени и доведени у логор због сарадње са ЈВуО пошто су савезници све до децембра 1943. године оружјем, муницијом и опремом помагали Михаиловићеве борце.
Први страни поданици доспели су у логор на Црвеном крсту док је имао функцију заробљеничког логора. Били су то енглески војници, заробљени приликом немачког освајања грчког острва Крит и приликом разбијања савезничке армије у Грчкој.
У лето 1943. године доведено је у логор пет француских и енглеских пилота и авијатичара и чланова савезничких војних мисија у Јужној Србији, а од средине 1944. године, у логор су довођени и амерички ваздухопловци који су учествовали у бомбардовању немачких нафтоносних поља у Румунији. Једна таква група америчких ваздухопловаца, која је бројала 7 чланова посаде, спроведена је у логор заједно са 40 заробљених Михаиловићевих присталица из Видровца код Пожаревца.
У логор су за време окупације, по хронологији довођења, били Енглези, Пољаци, Грци, Французи, Совјети и Руси, Италијани, Чеси, Румуни, Шпанци, Турци и Американци. Било је такође и руских и немачких Рома.
| „ | Према доступним и сачуваним извештајима, број страних поданика-заточених у концентрационом логору не прелази више од 400 затвореника, али за све њих подаци нису могли бити пронађени. Најмање извештаја, као и имена, могло се пронаћи за групу одбеглих војника Црвене армије у фебруару 1943. године, за Јевреје из Грчке, затворене Италијане и Немце, као и стране поданике, који су за време окупације радили у Борском руднику. | ” |

## Галерија
- Двориште са стражарском кулом
- Гробнице
- Унутрашњост
- Музејска поставка
- Спомен плоча Црвеноармејцима
- Улаз
- Затворске ћелије
- Изглед митраљеског гнезда
- Лекарски кофер др. Велизара Пијаде
- Музејска поставка
- Радници Црвеног крста
- Главна зграда и апел плац
- Кошуља Рафаела Ганона
- Самице у поткровљу главне зграде
- Спаваоница застрта сламом
- Прибор за јело
- Сачувана порука Бранка Цветковића на зиду спаваоне
- Стражарска кула
- Део музејске поставке